# Cynortoplus
Cynortoplus is een geslacht van hooiwagens uit de familie Cosmetidae.
De wetenschappelijke naam Cynortoplus is voor het eerst geldig gepubliceerd door Roewer in 1925. 

## Soorten
Cynortoplus is monotypisch en omvat slechts de volgende soort:
- Cynortoplus albimaculatus